# Sabera
Sabera is een geslacht van vlinders in de familie dikkopjes (Hesperiidae).
De wetenschappelijke naam van de soort is voor het eerst geldig gepubliceerd in 1908 door Charles Swinhoe.
De typesoort is Hesperia caesina Hewitson, 1866.

## Soorten
- Sabera aruana
- Sabera biaga
- Sabera caesina
- Sabera dobboe
- Sabera dorena
- Sabera expansa
- Sabera fuliginosa
- Sabera fusca
- Sabera iloda
- Sabera kumpia
- Sabera madrella
- Sabera metallica
- Sabera misola
- Sabera tabla